# Риетума, Дита
Дита Риетума (латыш. Dita Rietuma; род. 6 января 1967 года) — латвийский кинокритик, директор Национального киноцентра.

## Биография
Дита родилась в Риге в 1967 году.
В 1987 году она начала публиковать статьи о кино и обзоры в различных печатных изданиях Латвийской ССР. С 1992 года работала в газете Diena; кинорецензии Риетумы вместе с рецензиями её коллеги Нормунда Науманиса составили книгу «365 фильмов „Диены“» (латыш. 365 Dienas filmas; 2005), десять лет спустя переизданную в дополненном виде под названием «500 фильмов всех времён» (латыш. 500 visu laiku filmu filmas; 2015). Среди других книг Риетумы о кинематографе — «Планета НеГолливуд» (латыш. Planēta NeHolivuda; 2002), «Личности. Феномены. Личное» (латыш. Personības. Parādības. Personīgi; 2009), «Фильм-нуар. От прошлого до наших дней» (латыш. Film Noir. No pagātnes līdz mūsdienām; 2013).
В 1992 году окончила ВГИК. В 2012 году получила степень доктора гуманитарных наук в Латвийском университете.
В 2014 году Риетума стала директором Национального киноцентра в Риге — государственного учреждения под эгидой Министерства культуры, отвечающего за поддержку киноиндустрии в Латвии. Читала лекции в Латвийской академии культуры и Латвийском университете. Она была членом жюри различных международных кинофестивалей. В 1996 году стал членом Союза кинематографистов Латвии. Редактор издания Kulturas Diena, читает лекции в Рижском университете имени Страдыня.
В 2022 году награждена командорским крестом ордена Трёх звёзд.